# 2010년 9월 21일 한국 중부 집중호우
2010년 9월 21일 한국 중부 폭우는 2010년 9월 21일 대한민국 서울, 인천 등 지역을 중심으로 경기 지방과 영서 지방에 내린 폭우이다. 시간당 100mm가 넘는 비를 기록했으며, 주택이 침수되거나 지하철 운행이 중단되는 등 많은 피해가 발생하였다.
특히 서울쪽 관측 기록은 하루 259.2mm에 달해 9월 하순 강수량으로는 1908년 관측시작 이래 가장 많은 비가 내린것으로 기록되었다.

## 원인
당시 제 12호 태풍 태풍 말라카스가 북태평양 고기압을 확장시켰고 북쪽에서는 시베리아 기단이 남하하면서 중부지방에서 충돌이 일어났다. 결국 서해 5도에서부터 길게 적란운 포함 당근형 구름이 생성돼 수도권에 많은 비를 뿌렸다.

## 경과

### 비
이번 집중호우는 주로 서울 중부와 남부에 비가 내렸으며 일찍 맹위를 떨치고 있는 시베리아 기단과 아직도 남아있는 북태평양 기단의 따뜻한 공기가 한국 중부에서 서로 충돌해 경기 지방 등지에서 국지적으로 비가 내렸다.

특히 서울 남서부와 인천 지방에 시간당 100mm 가량의 비가 내렸다.
이번 비는 서울 북쪽과 남서쪽이 가장 차이가 컸는데 서울특별시 강서구 화곡동에는 287.5mm가 온 반면 도봉구 방학동에는 86.5mm 가량의 비가 내렸다.

특히 이번 비는 한국 중부에만 집중적으로 비구름이 집중 형성되어 기이한 기상사진이 관측되기도 하였다.

### 피해와 원인
이번 피해는 경기 지방에 위치한 하수도의 하수 능력이 순간 강수량을 따라가지 못해 생겼으며, 일반적인 서울특별시의 하수처리능력은 시간당 75mm 정도이지만 이번 폭우는 이를 초과하는 양의 비를 동반하여 피해가 발생하였다. 서울특별시는 현재 하수도 정비를 단계적으로 추진하고 있다고 밝혔다.

중앙재난안전대책본부는 이 날 내린 비로 강원도 영월에서 야영을 하던 2명이 실종되고 서울 용산에서 1명이 부상당하는 등의 인명 피해가 발생하였고,

5,700가구 이재민 13,900명이 발생하였으며 침수가구는 6,400여 가구라고 밝혔다.

또 세종로사거리 등이 침수되는 등 피해가 있었으며 일부 지하철 노선이 운행중단되기도 하였으며

서울 도심 일대의 침수 원인을 광화문 광장 조성시 배수를 제대로 고려하지 않은 탓이라는 문제도 제기되었다.

### 대응 및 후속조치
이로인해 서울특별시에서는 56억원을 지원하였으며
이명박 대통령은 피해현장을 둘러보고 상습 수해 지역에 근본적 대책을 마련하라고 지시하였다

하지만 서울특별시 행정문제등으로 인해 일부 재해기금이 제대로 전달 되지 않는일도 발생하였다.
전반적인 재난의 대응이 늦었다는 지적에 따라 재난대책 시스템에 대한 문제가 제기되기도 하였다.

서울특별시는 9월 하순 기준 102년만의 폭우라는 통계를 근거로 어쩔 수 없었다라는 입장을 표명했지만, 이전에도 비슷한 양의 국지성 폭우가 내렸을때의 피해정도와 다른점을 근거로 서울시의 조경시설 조성사업이 원인이라고 비판하기도 했다.

## 기타
이번 피해상황을 많은 네티즌들이 트위터 등의 SNS를 통해 실시간으로 전달하고 피해 대처법에 대해 발빠르게 논의하기도 하였다. 또한 이를 각종 언론에서는 보도자료로 활용하기도 하였다.

## 기록
- 일 강수량 (상위 5지점)
  - 서울 259.5mm
    - 기상관측 이래 9월 강수량 2위[주 1][2]

  - 양평 214.5mm
  - 원주 209.0mm
  - 이천 187.0mm
  - 인천 175.5mm
  - 자동기상관측장비 관측치: 강남 293.0mm, 강서 293.0mm, 마포 280.5mm

## 같이 보기
- 집중호우
- 2010년 1월 4일 한국 중부 폭설

## 주해
1. ↑  최고 관측량은 1984년 9월 1일 268.2mm 이다